# Aat van Noort
Agatha Maria (Aat) van Noort (Leiden, 30 april 1908 - Auckland, 1 maart 1998) was een Nederlandse atlete, die zich als eerste in Nederland manifesteerde op de 800 m. Zij nam eenmaal deel aan de Olympische Spelen en werd de eerste Nederlandse kampioene en recordhoudster op dit nummer.

## Loopbaan

### Eerste kampioene op 800 m
Aat van Noort was lid van het Leidense Brunhilde. Dit was eigenlijk een korfbal- en gymnastiekclub. Aangezien echter tot 1931 uitsluitend mannen lid konden worden van een specifieke atletiekclub, hadden vrouwen die aan atletiekwedstrijden wilden deelnemen, geen andere keus dan lid te worden van een korfbal- en gymnastiekclub die zich bij de Atletiekunie had aangesloten. In 1927 werd Aat van Noort de eerste Nederlandse kampioene op de 800 m in een tijd van 2.52,6. In datzelfde jaar vestigde zij ook het eerste officiële Nederlandse record op deze afstand. In Delft kwam zij op 31 juli 1927 tot een tijd van 2.46,2. Dit record hield ruim een jaar stand.

### Deelneemster Olympische Spelen
Op basis van haar prestaties in het voorafgaande jaar maakte Aat van Noort deel uit van de Nederlandse delegatie voor de Olympische Spelen van 1928 in Amsterdam. Hier kwam zij in haar serie 800 m niet verder dan een vierde plaats en werd zij uitgeschakeld voor de finale.

### Jappenkamp
Aat van Noort huwde in 1930 met Charles van Swieten in Nederlands-Indië, die daar een militaire positie bekleedde. Het echtpaar kreeg er twee kinderen. Tijdens de Tweede Wereldoorlog werd Aat van Swieten-van Noort samen met haar beide kinderen geïnterneerd, aanvankelijk in een jappenkamp op Timor, later op Celebes. Echtgenoot Charles, inmiddels opgeklommen tot de rang van kapitein, vocht op Timor, waar hij in de Slag om Timor als plaatselijk commandant een leidinggevende rol vervulde. In 1942 werd hij echter door Japanse legerofficieren krijgsgevangen gemaakt, waarna hij onder meer werd ingezet bij de aanleg van de Birma-spoorlijn. Het hele gezin overleefde de oorlog en bleef na afloop ervan nog tot 1950 in Indonesië waar Charles, als militair in dienst van het KNIL, betrokken raakte bij de politionele acties die er vanaf 1947 plaatsvonden, met name bij de tweede van eind 1948 tot begin 1949.
Op 15 augustus 1950, op de dag af vijf jaar na de bevrijding van Nederlands-Indië, keerde Aat van Swieten-van Noort met beide kinderen terug naar Nederland, waar zij zich in eerste instantie vestigde in Leiden, later in Amersfoort. Charles van Swieten zelf echter, die na de soevereiniteitsoverdracht in 1949 was gevraagd om, tezamen met andere KNIL-officieren, te helpen met het trainen en opbouwen van het Indonesische leger, bleef achter. Ten slotte kwam ook hij in 1953 terug naar Nederland, nadat president Soekarno van de één op de andere dag alle in Indonesië nog aanwezige Nederlanders de wacht had aangezegd. Van Swieten, inmiddels bevorderd tot majoor en vanwege zijn in Nederlands-Indië betoonde dapperheid onderscheiden met de Bronzen Leeuw, zette zijn militaire carrière voort bij de Geneeskundige Troepen in Amersfoort, waarin hij ten slotte de rang van luitenant-kolonel bereikte.

### Emigratie naar Nieuw-Zeeland
Nadat in 1954 hun dochter Lies naar Nieuw-Zeeland was geëmigreerd, volgden Aat en Charles van Swieten haar in 1957. In Nieuw-Zeeland vestigden zij zich in Epsom op Mount Eden, een stad binnen de agglomeratie van Auckland. Daar woonde Aat van Swieten-van Noort voor de rest van haar leven, waarvan de laatste 21 jaar als weduwe van haar echtgenoot, die in 1977 overleed.

## Nederlandse kampioenschappen
| Onderdeel | Jaar |
| --------- | ---- |
| 800 m     | 1927 |

## Persoonlijk record
| Onderdeel | Prestatie | Datum            | Plaats |
| --------- | --------- | ---------------- | ------ |
| 800 m     | 2.41,2 *  | 9 september 1928 | Leiden |

* Tijdens de OS in Amsterdam werd Aat van Noort een geschatte eindtijd van 2.31,0 toegekend. Zij werd hiermee op 2 aug. 1928 vierde in haar serie en aangezien deze tijd niet officieel was opgemeten (dit gebeurde slechts met de tijden van de nrs. één en twee), kon dit 'Nederlandse record' niet als zodanig worden erkend.